# Kulu Yahaya
Kulu Yahaya (* 23. Mai 1976) ist eine ehemalige ghanaische Fußballspielerin.

## Karriere
Yahaya kam während ihrer Vereinskarriere für die Ashiaman Ladies (1999) und das Chicagoer Robert Morris College (2001–2004) zum Einsatz. Sie stammt aus Accra und studierte Rechnungswesen am Robert Morris College.
Die Abwehrspielerin nahm mit der ghanaischen Nationalmannschaft („Black Queens“) an den Weltmeisterschaften 1999 teil, wurde dabei jedoch wie drei ihrer Teamkolleginnen nicht eingesetzt. Außerdem stand sie bei den Afrikameisterschaften 2000 im Kader der Black Queens und kam beim 6:2-Sieg über Simbabwe im Spiel um Platz 3 zum Einsatz. 2003 wird Yahaya zum letzten Mal als Nationalspielerin bezeichnet.